# Флавий Тавр (консул 361 года)
Флавий Тавр (лат. Flavius Taurus) — древнеримский государственной деятель середины IV века, консул 361 года. Видный государственный деятель эпохи правления Констанция II. Был отправлен в ссылку после смерти последнего. Его потомки прослеживаются вплоть до VI века.

## Биография
Тавр был незнатного происхождения и, по всей видимости, родился в одной из восточных провинций Римской империи. Он начал свою карьеру с должности нотария. Около 345 года Тавр уже имел ранг комита. По всей видимости, его нельзя отождествлять с проконсулом Фракии эпохи правления Константина I Великого Тавром, упомянутым в сочинении византийского императора Константина VII Багрянородного. Следующие этапы его карьеры представлены в надписи на основании статуи, установленной по указу сената на форуме Траяна, который был отреставрирован во времена Валентиниана и Валента.
В 351 году Тавр принимал участие в процессе епископа Сирмия Фотина. В 354 году он занимал пост квестора священного дворца. По словам Аммиана Марцеллина Тавр направлялся в Армению и остановился в Константинополе, где в то время находился цезарь Констанций Галл. Историк рассказывает, что квестор «вызывающе проехал мимо него [Констанция Галла], не поприветствовав его и не повидавшись с ним». Таким образом, Тавр проигнорировал присутствие Галла в городе и не нанёс ему визита, что было обычным делом в таких случаях. Очевидно, что он действовал преднамеренно. Не ясно, какова была цель его поездки на восток. Чаще всего предполагается, что квестор должен был устроить брак между Олимпией, дочерью префекта претория Флавия Аблабия, могущественного сановника Константина Великого, который был убит в 337 году, и царём Великой Армении Аршаком II. Также, в его полномочия могло входить создание военного союза с царём Армении ввиду угрозы со стороны державы Сасанидов. Примерно в это же время Тавр был возведён в ранг патрикия. Вероятнее всего, это связано с тем, чтобы повысить его статус главы дипломатической миссии, поскольку между IV и VI веками титул патрикия часто давался римским посланникам к персидскому двору.
В 355—361 годах Тавр стоял во главе префектуры Италии и Африки. В это время Констанций II совершил свой знаменитый визит в Рим (357 год). Посетив город, Констанций упразднил должность викария Рима, подчинённого префекту Рима, и передал его полномочия викарию префекта претория, которого поместил под юрисдикцию префекта претория Италии. В 359 году Тавр был ответственным за организацию Ариминского собора. Он отправил своих подчинённых по всем западным провинциям и собрал, частью добровольно, частью принудительно, около четырёхсот епископов. Констанций дал Тавру указание не распускать собор до тех пор, пока все епископы не подпишут символ веры. Префект позаботился о том, чтобы решения епископов, присутствовавших на соборе, соответствовали воле императора, а также был ответственным за перевозку епископов домой после окончания собора. За организацию собора Тавру было обещано консульство.
В 361 году он был удостоен консульства вместе с Флавием Флоренцием. После известий о мятеже цезаря Юлиана Тавр принял сторону Констанция. Император приказал ему собирать продовольствие в Коттийских Альпах, но при известиях о движении войск Юлиана на восток Тавр бежал в Иллирик, где соединился с Флоренцием, и после оба выехали к Констанцию II. После прихода к власти Юлиана оба консула, в год своего консульства, были подвержены суду Халкидонской комиссии. Однако Тавр, в отличие от многих других, не был приговорён к смерти, а отправлен в ссылку в Верцеллы. После смерти Юлиана он, по все видимости, был реабилитирован, но занимал ли он ещё какие-либо должности, неизвестно.
В 390-х годах Тавр все ещё жил на Востоке Империи. У него был сын Армоний. Также, по мнению авторов Prosopography of the Later Roman Empire, его сыновьями были Аврелиан и Евтихиан. Их родственные связи с Тавром восстанавливаются благодаря произведению Синезия Киренского «Египтяне, или О провидении», в котором сам Тавр был выведен в образе царя-философа, а его дети послужили прототипами царских детей — Осириса и Тифона. Хотя авторы PLRE считали, что под Тифоном подразумевался Флавий Евтихиан — консул 398 года, Тимоти Барнс и Алан Камерон убедительно доказали, что им был Флавий Кесарий, консул 397 года. Из его потомков известны консул 428 года Флавий Тавр и Флавий Тавр Клементин Армоний Клементий, консул 513 года.
Бартоломео Боргези отождествлял Флавия Тавра с автором сочинения по сельскому хозяйству «De re rustica» Рутилием Тавром Палладием Эмилианом. Его аргументация была принята и развита Отто Зееком. Оба учёных указывали на имя, а также намекали на владение имениями на Сардинии, что в целом указывало на принадлежность Тавра к аристократическому сословию. Титул Палладия vir illustris, предполагавший, что его носитель был префектом претория или консулом, также указывало на возможность идентификации с консулом 361 года. Автор «De re rustica» знал способы обработки земли в Галлии и Сирии, с которыми он мог познакомиться во время своей службы в качестве квестора. Ссылки на литературу и древнюю мифологию, которые появляются в «De re rustica», являются не отражением религиозных верований, а свидетельством наличия образования. Однако большинство этих аргументов представляется неубедительными, по мнению Саймона Ольшанца. Либаний указывает на скромное происхождение Тавра, не оставляя сомнений в том, что он происходил из восточных провинций. Таким образом, семья Тавра не могла прибыть из Италии, в чём пытается убедить Отто Зеек. Титул vir illustris появляется в 70-х годах IV века, тогда как Тавр, как известно, был консулом в 361 году, а префектом претория и того раньше. Как считает Саймон Ольшанец, именно по этим причинам аргументация, предложенная Боргези и Зееком, должна быть пересмотрена.